# آوریم بلوم
آوریل بلوم (به انگلیسی: Avrim Blum) (زاده ۲۷ مه ۱۹۶۶) یک دانشمند رایانه است که در سال ۲۰۰۷، به عنوان عضو انجمن ماشین‌های حسابگر به دلیل مشارکت در یادگیری تئوری و الگوریتم ها انتخاب شد. بلوم در مؤسسه فناوری ماساچوست تحصیل کرد و در همانجا در سال ۱۹۹۱ تحت نظر پروفسور رونالد ریوست دکترای خود را دریافت کرد. او از سال ۱۹۹۱ تا ۲۰۱۷ استاد علوم رایانه در دانشگاه کارنگی ملون بود.
در سال ۲۰۱۷ به عنوان استاد و مدیر ارشد آکادمیک به موسسه فناوری تویوتا در شیکاگو پیوست.
کار اصلی او در زمینه علوم نظری رایانه با فعالیت‌های خاص در زمینه‌های یادگیری ماشین ، نظریه یادگیری محاسباتی ، نظریه الگوریتمی بازی‌ها، حریم خصوصی پایگاه داده و الگوریتم‌ها بود.
آوریم پسر دو دانشمند رایانه معروف دیگر، مانوئل بلوم ، برنده جایزه تورینگ در سال ۱۹۹۵ و لنور بلوم است.